# Isabel Durant
Pour les articles homonymes, voir Durant.
Ne doit pas être confondu avec Isabelle Durant.
Isabel Durant, née le  20 décembre 1991 à Sydney aux Nouvelle-Galles du Sud, en Australie, est une actrice et danseuse australienne. Elle est surtout connue pour avoir interprété le rôle de Grace Whitney dans la série télévisée australienne Dance Academy de 2012 à 2013 et pour son rôle de Ondina Santos dans la série dérivée de H2O, Les Sirènes de Mako depuis 2015.

## Biographie
Isabel Durant est née le 20 décembre 1993 à Sydney aux Nouvelle-Galles du Sud en Australie. À l'âge de trois ans, Isabel Durant commence à danser et fréquente l'école Loreto Kirribilli. Lorsqu'elle était âgée de 16 ans, elle décida qu'à part la danse, elle voudrait aussi devenir une actrice. Après avoir fini ses études en 2010, elle participe à la troisième saison de l'émission de danse So You Think You Can Dance Australia[pas clair] où elle termine quatorzième. Auparavant, elle avait obtenu le rôle d'une danseuse dans le film Dancing Queens (Razzle Dazzle: A Journey Into Dance).   
En 2012, elle obtient l'un des rôles principaux dans la deuxième saison de la série télévisée australienne Dance Academy où elle joue le rôle de Grace Whitney. Elle y joue aussi dans la troisième saison en 2013. 
En 2013, aux côtés de ses collègues de Dance Academy, Tim Pocock, Tom Green, Dena Kaplan et Jordan Rodrigues, elle joue le rôle de Deanna dans la série télévisée américaine Camp. La même année, elle joue le rôle de Emma dans la série télévisée australienne Reef Doctors. 
En 2015, Isabel Durant obtient le rôle principal dans la deuxième saison de la série dérivée de H2O, Les Sirènes de Mako où elle joue le rôle de Ondina Santos aux côtés de Allie Bertram et Amy Ruffle. Elle joue aussi dans la troisième saison sortie en 2016.

## Filmographie

### Cinéma
- 2007 : Dancing Queens (Razzle Dazzle: A Journey Into Dance) : une danseuse
- 2018 : Seule la vie... : Charlie

### Télévision
- 2010 : So You Think You Can Dance Australia[pas clair] : Candidate
- 2012-2013 : Dance Academy : Grace Whitney
- 2013 : Reef Doctors : Emma
- 2013 : Camp : Deanna
- 2015-2016 : Les Sirènes de Mako : Ondina